# Maître des djinns
Maître des djinns (titre original : A Master of Djinn) est un roman de fantasy et de fantastique écrit par P. Djèlí Clark, paru en 2021, puis traduit en français et publié en 2022. Il est la troisième œuvre de la série Ministère égyptien de l'Alchimie, des Enchantements et des Entités surnaturelles.
Maître des djinns a remporté le prix Nebula du meilleur roman 2021, le prix Compton-Crook 2022 et le prix Locus du meilleur premier roman 2022.

## Résumé
Gizeh, 6 novembre 1912. Vingt-quatre membres de la Fraternité hermétique d'al-Jahiz sont assassinés. L'agente Fatma el-Sha’arawi du ministère égyptien de l'Alchimie, des Enchantements et des Entités surnaturelles est appelée sur les lieux, à savoir le domaine Worthington, propriété de Lord Alistair Worthington, par ailleurs grand maître de la Fraternité hermétique d'al-Jahiz. Avec les agents de police déjà sur place, dirigés par l'inspecteur Aasim Sharif, elle découvre que la chair de tous les défunts a été complètement brûlée mais que leurs vêtements sont intacts. Fatma et Aasim rencontrent Abigail Worthington, la fille de Lord Alistair Worthington. Elle leur dévoile avoir croisé une personne quand elle est rentrée chez elle ; cette personne, très grande, habillée en noir, portait un masque d'or portant des inscriptions. Elle s'est évanouie à sa vision et, une fois réveillée par un de ses quatre proches amis, elle a découvert les corps des victimes.
Au Caire, Siti, disciple d'Hathor, déesse de l’amour et de la beauté, précédemment Sekhmet, Maîtresse de la vengeance et déesse de la guerre, provoque la rencontre de sa compagne Fatma avec Ahmad, le grand prêtre du culte de Sobek, dieu du Nil. La compagne d'Ahmad, Nephtys, fait partie des vingt-quatre personnes brûlées vive à Gizeh. Il propose alors d'aider Fatma dans son enquête et il lui dévoile que les brûlures sont sûrement été provoquées par un Ifrit, un djinn fait de feu.
Quelques jours plus tard, Ahmad conduit Fatma et Siti au cœur d’un des premiers districts ouvriers du Caire : une personne grande, drapée dans une robe noire et portant un masque d'or, est sur le point de prendre la parole. Elle se présente comme le Grand Précepteur, l'Inventeur, le Maître des djinns, en la personne d'al-Jahiz, celui-là même qui, une quarantaine d'années plus tôt, avait ouvert une brèche dans le Kaf (en), l'outre-royaume des djinns. Quand l'imposteur se faisant passé pour al-Jahiz repère Fatma dans la foule qui l'écoute, il l'attaque aussitôt, aidé par une personne qui rapidement se dédouble. Fatma est de son côté aidée par Siti. Au milieu de l'affrontement, un gigantesque brasier apparaît entre les assaillants et l'imposteur ainsi que son compagnon, qui a réintégré le corps de sa doublure, disparaissent.
Après avoir appris qu'Alexander Worthington, le frère d'Abigail, est arrivé au Caire quelques jours auparavant, alors que cette dernière leur avait dit le contraire, Aasim découvre qu'un nouveau rassemblement dédié à la personne au masque d'or est prévu trois jours après. Siti, Fatma et Hadia Abdel Hafez, la nouvelle jeune équipière que le ministère lui a attribuée sans lui avoir demandé son avis, s'y rende en compagnie d'Aasim et d'une quarantaine agents de police. Fatma espère faire avouer ses crimes à l'imposteur et ainsi prouver qu'il n'est pas al-Jahiz. Ce dernier avoue facilement mais ses arguments pour justifier un tel acte sont plutôt acceptés par la foule. Et quand il accepte de retirer son masque, tout le monde semble penser qu'il s'agit bien d'al-Jahiz. Un affrontement s'ensuit entre la foule et les agents de police. Fatma et Siti affrontent l'imposteur et son compagnon, qui cette fois se sépare en quatre. Les blessures affectant un des quatre double affectant immédiatement les autres, Fatma comprend qu'il s'agit d'une goule. Soudain, il explose en une tornade de cendres noires qui rejoignent la main de la personne masquée pour y disparaître. Ce dernier convoque un Ifrit qu'il chevauche pour fuir ses assaillants.
Fatma et Hadia sont ensuite convoquées chez Alexander Worthington. Abigail, également présente, explique qu'elle a poussé son frère à demander cet entretien, afin d'aider les enquêtrices. Au moment de leur départ, Abigail remet à Fatma une sorte de journal qui appartenait à Archibald Portendorf, un proche de son père, qui figure lui aussi parmi les vingt-quatre personnes assassinées. Le journal s'avère en fait être un livre de comptes, listant les achats de reliques d'al-Jahiz effectuées par Archibald Portendorf. Bon nombre de ces achats, destinés à une personne référencée par les initiales AW, ont pour intermédiaire un djinn archiviste nommé Siwa, œuvrant dans le quartier des artisans. Fatma et Hadia s'y rendent immédiatement. Elles interrogent Siwa qui répond à toutes leurs questions, à l'exception de celles se rapportant à AW, pour lesquelles il se met à hurler ce qui semble être des extraits d'œuvres littéraires. Fatma et Hadia insistent mais le djinn finit par se saisir d'un couteau et découpe un morceau de sa langue, faisant immédiatement fuir les deux femmes.
En quittant le quartier des artisans, Fatma et Hadia rencontre une tempête de sable, dont les vents l'emmènent vers le bâtiment du ministère de tutelle des deux enquêtrices. Elle s'y rendent sans tarder et y découvrent que les goules et l'imposteur l'ont attaqué, en ont détruit une partie et se sont emparés des plans et des pièces de l'Horloge des Mondes, qui étaient précieusement gardés dans une chambre forte. Cette horloge, au cœur d'une ancienne enquête de Fatma et Siti, relatée dans L'Étrange Affaire du djinn du Caire, permet d'ouvrir des portails vers d'autres mondes.
Quelques jours plus tard se tient le sommet des nations pour la paix organisé par le roi d'Égypte et feu Alistair Worthington dans le palais royal. Fatma et Hadia font partie des agents chargés de veiller à son bon déroulement. Etonnamment, Alexander Worthington n'est pas présent et la personne masquée fait une apparition. Il semble pouvoir contrôler le djinn personnel du roi, puis, de façon complètement inattendu, Siti. Elle se transforme ensuite en djinn à la suite d'un ordre de l'imposteur puis, à la suite d'une nouvelle demande, elle attaque Fatma et l'étrangle. Sur le point de mourir, Fatma prononce le nom de Siti, puis son véritable nom, Abla, mais rien ne semble pouvoir l'arrêter. Elle prononce ensuite le nom de Sekhmet et cet appel fonctionne : une présence sans âge mais d'une férocité ardente habite soudain le regard de Siti puis, tout de suite après, Siti reprend ses esprits et libère Fatma. Celle-ci se jette sur l'imposteur qui, ne s'y attendant pas, manque de se protéger. Elle lui porte un coup à la joue qui lui arrache son masque et sa peau sombre se trouble alors comme la surface de l'eau. Elle lui coupe une mèche de cheveux noirs avec l'aide de sa janbiya juste avant qu'un Ifrit arrive et emporte l'imposteur.
Quand Fatma rentre chez elle, elle y découvre comme souvent Siti, qui lui avoue être un demi-djinn, à savoir que son père est un djinn. Fatma accepte les excuses de Siti quand celle-ci lui explique pourquoi elle n'a jamais réussi à lui avouer ce qu'elle est.
L'analyse du masque et des cheveux de l'imposteur révèle qu'une forte magie imprègne ces objets et leur donne une apparence conforme à ce que la majorité des observateurs attend. Le masque se révèle être fait d'argile mais l'apparence des cheveux ne change pas.
Fatma et Hadia rendent ensuite visite à Zagros, un Marid qui était bibliothécaire du ministère égyptien de l'Alchimie, des Enchantements et des Entités surnaturelles, avant son emprisonnement à la suite de l'aide fournie à l'imposteur durant l'attaque du bâtiment ministériel. Elles le questionnent mais elles se rendent vite compte que, comme Siwa, il ne peut répondre à certaines questions, une magie l'empêchant de parler. Il enjoint néanmoins à Fatma et Hadia de se rendre dans la librairie de Rami, située dans le quartier al-Azbakeya, pour que Rami leur montre ce qu'elles ne peuvent voir. Ce dernier leur dévoile être parvenu à obtenir des informations à propos d'un anneau, sur lequel serait gravé le Sceau de Sulaymân, permettant à son porteur de dominer toutes les créatures surnaturelles. Un sort magique très puissant empêche quiconque de se souvenir de tout ce qui a trait à ce sceau. Rami combat ce sort en portant tout le temps sur lui des papiers lui rappelant l'anneau, et à sa lecture tous ces souvenirs lui reviennent pour un temps. Ces informations les amènent à penser que l'imposteur possède cet anneau et ainsi commande aux djinns et aux Ifrits. La femme de Rami leur révèle qu'elle croit que des anges tentent de manipuler son mari afin de lui effacer complètement la mémoire.
Fatma et Hadia parviennent à obtenir un entretien avec les anges. Ceux-ci leur dévoilent qu'ils effacent de la conscience humaine ainsi que des mémoires toutes traces du Sceau de Sulaymân. Cette prouesse magique d'une rare complexité est réalisée sur la demande des djinns afin d'éviter qu'un mortel trouve l'anneau et puisse alors les commander. Les djinns ont également confié l'anneau aux anges mais il leur a été dérobé il y a peu. Il s'avère que Siwa était dans le passé un archiviste employé par les anges. Quand il a été licencié, il a subtilisé un inventaire listant les articles entreposés dans les chambres fortes des anges puis a employé des voleurs pour récupérer certains de ces objets et les vendre ensuite à Archibald Portendorf pour la fraternité hermétique d'al-Jahiz. Les anges demandent à Fatma et Hadia de retrouver l'anneau et de leur restituer. Fatma accepte en échange de la levée du sort d'amnésie pour elle et sa compagne afin de rendre plus aisée leur enquête.
Un mandat d'arrestation d'Alexander Worthington est édité. Fatma, Hadia et Aasim se rendent à sa demeure. Fatma provoque en duel à l'épée Alexander mais se rend vite compte qu'il ne peut être l'imposteur, si virtuose avec une épée. Elle fait de même avec Abigail et cette dernière se dévoile être une excellente lame. Fatma parvient à la faire admettre que c'est elle qui se cache derrière les initiales AW et qu'elle est en possession de l'anneau. Grâce à l'Horloge des Mondes, elle ouvre un portail et convoque les neuf seigneurs ifrits. Mais peu après leur venue, Ahmad, le grand prêtre du culte de Sobek, dont la tête a quasiment été transformée en gueule de crocodile, arrache avec ses mâchoires le poignet d'Abigail. Les seigneurs ifrits n'ont alors plus de maître sur Terre et commencent leur prise de pouvoir sur tous les êtres vivants. Fatma récupère l'anneau et parvient à s'imposer à la conscience de cet objet magique. Elle ordonne aux seigneurs ifrits de retourner dans leur monde en leur demandant de fermer le portail. Elle résiste à la tentation d'utiliser l'anneau à des fins personnelles et le confie à Ahmad, qui doit bientôt entamer un voyage vers le Sud pour se rendre dans un temple de Sobek, en lui demandant de l'enterrer une fois sur place.

## Éditions
- A Master of Djinn, Tor Books, 11 mai 2021, 400 p.  (ISBN 978-1-250-26768-9)
- Maître des djinns, L'Atalante, coll. « La Dentelle du cygne », 17 février 2022, trad. Mathilde Montier, 480 p.  (ISBN 979-10-360-0101-7)